# 假髯萼紫堇
假髯萼紫堇（学名：Corydalis pseudobarbisepala），为罂粟科紫堇属下的一个植物种。